# 게라나
게라나(Gerana)는 그리스 신화에서 황새로 변한 여인이다. 체격이 왜소한 종족인 피그미 집단에 의해 신격화되고 숭배되었다. 점차 교만해진 게라나는 올림포스의 신들을 깔보았다. 이에 제우스의 아내 헤라가 그녀를 벌하여 황새로 바꾸었다고 한다. 황새가 된 뒤 사람일 때 낳았던 외아들이 보고 싶어 변신하기 전에 살았던 집에 가려고 하였으나 마침 피그미 집단과 황새들 사이에 싸움이 일어났다. 황새들은 게라나가 아들을 찾아보지 못하게 하였고 이 일로 게라나는 매우 고민하였다는 이야기가 전한다.

## 같이 보기
- 카시오페이아